# Horehronie (chanson)
Cet article concerne la chanson de l'Eurovision. Pour la région touristique, voir Horehronie.
Chansons représentant la Slovaquie au Concours Eurovision de la chanson
Leť tmou
(2009) I'm Still Alive
(2011)
Horehronie est une chanson de la chanteuse slovaque Kristina, composée par Martin Kavulič sur des paroles du poète Kamil Peteraj. Elle représente la Slovaquie au Concours Eurovision de la chanson 2010 à Oslo, en Norvège.
Cette chanson est un hommage à la région Horehronie du centre de la Slovaquie.

## Concours Eurovision de la chanson
Le 27 février 2010, après avoir remporté l'émission de la sélection nationale slovaque Eurosong 2010, Horehronie est sélectionnée, obtenant le plus de voix au télé-vote et la seconde place par le jury, et représentera ainsi la Slovaquie au Concours Eurovision de la chanson de 2010. Cependant, la chanson n'a pas réussi à se qualifier pour la finale du Concours Eurovision de la chanson lors de la première demi-finale le 25 mai, obtenant la 16e place sur 17 concurrents. 

## Pistes du single
| CD maxi single | CD maxi single                                        | CD maxi single | CD maxi single | CD maxi single | CD maxi single | CD maxi single | CD maxi single | CD maxi single | CD maxi single |
| No             | Titre                                                 | Durée          |                |                |                |                |                |                |                |
| -------------- | ----------------------------------------------------- | -------------- | -------------- | -------------- | -------------- | -------------- | -------------- | -------------- | -------------- |
| 1.             | Horehronie (Radio Edit)                               | 3:00           |                |                |                |                |                |                |                |
| 2.             | Horehronie (Extended)                                 | 4:40           |                |                |                |                |                |                |                |
| 3.             | Horehronie (Version acoustique)                       | 4:01           |                |                |                |                |                |                |                |
| 4.             | Horehronie (KaMa Remix Radio Edit)                    | 3:41           |                |                |                |                |                |                |                |
| 5.             | Horehronie (KaMa Remix Extended)                      | 6:35           |                |                |                |                |                |                |                |
| 6.             | Horehronie (CJ Macintosh & MamboDJ Sirius Club Remix) | 6:40           |                |                |                |                |                |                |                |
| 7.             | Horehronie (Karaoke)                                  | 3:00           |                |                |                |                |                |                |                |
| 8.             | Stonka (Radio Edit - titre bonus)                     | 3:28           |                |                |                |                |                |                |                |
| 9.             | Stonka (Version acoustique - titre bonus)             | 3:38           |                |                |                |                |                |                |                |
| 10.            | Stonka (KaMa Remix Radio Edit - titre bonus)          | 3:20           |                |                |                |                |                |                |                |
| 11.            | Stonka (KaMa Remix Extended - titre bonus)            | 6:31           |                |                |                |                |                |                |                |
| 48:31          |                                                       |                |                |                |                |                |                |                |                |

## Classements

### Classements hebdomadaires
| Classements (2010)     | Meilleure position |
| ---------------------- | ------------------ |
| Tchéquie (IFPI Rádio)  | 33                 |
| Slovaquie (IFPI Rádio) | 1                  |